# Jovan Aćimović
Jovan "Kule" Aćimović (Belgrado, 23 de abril de 1948) é um ex-futebolista profissional sérvio, que atuava como meia.

## Carreira
Jovan Aćimović fez parte do elenco da Seleção Iugoslava de Futebol da Copa do Mundo de 1974. 